# José Eduardo Raposo de Magalhães
José Eduardo Raposo de Magalhães  (Alcobaça, 12 de junho de 1844 — Alcobaça, 9 de outubro de 1942)  foi um agricultor, vitivinicultor e ativista republicano português.
Filho de João Emílio de Magalhães e de Maria Silvéria Raposo, era sobrinho trineto do Geral dos Bernardos, Abade de Alcobaça D.Frei Manuel Barbosa  e neto do último Ouvidor dos Coutos de Alcobaça, José Emílio de Magalhães, cargo hereditário na sua família desde o século XVIII).
Bacharel em Matemática e em Filosofia pela Universidade de Coimbra, ingressou em seguida na Escola do Exército, onde se licenciou em Engenharia Militar, vertente de Engenharia Civil.
Apesar da sua formação, Raposo de Magalhães preferiu dedicar-se à agricultura, atividade na qual logrou vários méritos. Desde pelo menos os seus 25 anos administrou os bens da família materna; grandes proprietários fundiários, arrematadores de vastas propriedades agrícolas e florestais do Mosteiro de Alcobaça aquando da extinção das ordens religiosas, e com fortuna feita na produção e comércio de madeiras. 
Além disso, Raposo de Magalhães dedicou-se com afinco à produção vitivinícola, aí logrando também vários méritos. Construiu as adegas que formam hoje o museu do Instituto Nacional da Vinha e do Vinho, em Alcobaça, e foi um dos pioneiros na introdução da técnica da pasteurização em Portugal. Quando se deu a pandemia da filoxera, Raposo de Magalhães replantou as suas vinhas, tendo mandado vir os primeiros enxertos de França.
De resto, promoveu, do ponto de vista comercial, os vinhos de Alcobaça — demonstram-no a participação e os prémios que recebeu, em 1880, na Exposição do Palácio de Cristal do Porto e, em 1884, na Exposição da Tapada da Ajuda, em Lisboa —, tendo ademais, em 1886, introduzido os primeiros vinhos de Alcobaça no Brasil. No livro Le Portugal et son Activité Economique, publicado em 1932 pelo Ministério dos Negócios Estrangeiros, da autoria do Prof. Cincinato da Costa, lê-se, a pág. 159: «A cette catégorie (vins de table), se rattachent les vins de Oeiras et ceux d'Alcobaça, qui sortent des caves de M. José Eduardo R. de Magalhães. Les vins rouges de cette dernière origine sont préparés avec grand soin». 
Ativo na luta contra a monarquia, após a proclamação da República, em 5 de outubro de 1910, Raposo de Magalhães seria o primeiro Governador Civil do Distrito de Leiria; revelou, no entanto, pouco apego ao cargo, já que abandonou a função ao fim de escassos meses, e arrependido pelo apoio dado ao regime republicano  para se fechar até à sua morte, 32 anos mais tarde, na sua quinta da Cova da Onça, antiga cerca do Mosteiro. Em 1911 publicava um folheto intitulado Aos Proprietários Agricultores do Concelho de Alcobaça, onde fazia judiciosas considerações acerca da obrigação imposta, pelo decreto de 4 de Maio desse ano, aos agricultores de apresentarem, nas secretarias de Finanças, as declarações relativas ao rendimento líquido colectável das suas propriedades.
A personalidade multifacetada de Raposo de Magalhães é ainda evidenciada pela sua ligação à música, quer como instrumentista (desde os tempos de estudante de Coimbra, onde pertenceu à Tuna Académica), quer como regente musical, na Orquestra Alcobacense. Ainda em 1875 participou na constituição da Biblioteca e do Gabinete de Leitura, anexos ao Clube Alcobacense, em Alcobaça; depois integrada na Biblioteca Municipal de Alcobaça, em 1951.